# Terrasses des Minimes
Pour les articles homonymes, voir Terrasse.
Les Terrasses des Minimes sont un espace vert liégeois faisant partie de l'ensemble des Coteaux de la Citadelle. Partie intégrante du centre historique de la ville, c'est un endroit riche au point de vue patrimoine historique.

## Toponymie
Son nom lui vient de la présence des ruines du couvent des Minimes et de leur jardin en terrasses.

## Situation et description
Situé derrière le palais des princes-évêques, l'ancienne Commanderie de l'ordre Teutonique de Saint-André — actuellement occupée par les bureaux d'aide juridique du tribunal de première instance — et l'ancien couvent des Mineurs — actuellement musée de la vie wallonne —, ce jardin d'agrément en terrasses, gazonné et pourvu de parterres de plantes sauvages à tendance nitrophyte-rudérale dans sa partie ouest et largement arboré — le bois des Minimes — dans sa partie est, offre de belles perspectives sur la Cité.
Entièrement libre de passage, il est indifféremment accessible par quatre accès :
- l'impasse des Ursulines[note 1],
- la Cour des Mineurs (musée de la vie wallonne),
- le no 60 de la rue du Palais avec accès direct à la tour des Vieux-Joncs,
- le no 38 de la rue Pierreuse qui donne directement accès à l'ancienne porterie du couvent.

## Historique

### Moyen Âge
Depuis le IXe siècle, la vigne est cultivée sur la colline du Péri tandis que les terrains jouxtant les demeures de l'actuelle rue du Palais sont déjà établis en terrasse et servent de jardins potager et de vergers.
C'est en 1243 que s'installe pour la première fois un ordre religieux au pied des actuelles terrasses. Il s'agit des frères mineurs conventuels qui, quittant l'Isle, installe leur couvent en Richonfontaine.

À la fin du XIIIe siècle, l'ordre Teutonique quitte l’hôtel de Celles et s'installe aussi derrière le palais des princes-évêques pour bâtir la Commanderie de Saint-André et façonner l'aspect actuel des terrasses.

### Renaissance
En 1624, l'ordre des minimes de Jupille s'installe à son tour. Leur jardin est contigu avec celui de l'ordre Teutonique ce qui amène un conflit de voisinage entre les deux ordres à propos du mur de séparation entre les deux propriétés.
En 1614 est établi, au fond d'une impasse appelée en Fer à cheval, le béguinage Saint-Esprit et, en 1627, c'est au tour de l'ordre de Sainte-Ursule d'acquérir un bâtiment, à l'angle de Hors Chesteau et du thier des Bégards, qui deviendra le couvent des Ursulines. Cependant, ni les béguines ni les Ursulines n’ont acquis d'autres propriétés dans ce qui sont les actuelles terrasses des Minimes.

### Première République française
En 1796, la loi du 15 fructidor an IV supprime tous les ordres religieux des deux sexes et confisque leurs biens au profit de la Première République. L'église du couvent des Minimes est même démolie en 1797, les restes du couvent vendus et les pierres utilisées comme matériau de récupération. Les vignes sont détruites par ordre du Premier Consul Napoléon Bonaparte et remplacées par des prairies ou des jardins.

### XXeetXXIesiècles
Classées le 23 septembre 1982, avec l'ensemble des Coteaux de la Citadelle, au patrimoine matériel de la Région wallonne par l'Institut du patrimoine wallon, les terrasses font l'objet d'une rénovation approfondie et d'une mise en valeur grâce à la Ville de Liège, à la Région wallonne et au FEDER.

Le 26 avril 2002, la première phase des travaux de rénovation est terminée et une partie des terrasses ouvertes au public. Le 8 octobre 2005, l'accès par le no 38 de la rue Pierreuse est opérationnel et les rénovations de l'impasse des Ursulines terminées.

En 2010, le cadre familier du compositeur Eugène Ysaÿe est reconstitué au sein d'un studio intégré dans l'ancien béguinage Saint-Esprit.

## Écosystème

### Flore
Jouissant de conditions microclimatiques très favorables, en raison de l'orientation plein sud, certaines plantes sensibles au gel, comme le figuier commun et la vigne sauvage, y sont historiquement cultivées. Les vieilles murailles, hautes de 2 à 10 mètres, sont couvertes d'épaisses nappes de lierre grimpant très attractives pour l'entomofaune notamment durant l'automne, au moment de la floraison massive de cette plante.

### Faune
Hormis l'écureuil roux et de nombreuses espèces de passeriformes, les terrasses abritent le lézard des murailles ce qui, vu le microclimat présent, représente une de ses limites d'aire de répartition vers le nord.

### Particularité apicole
Un des murs orienté sud-sud-est est ce que les apiculteurs appellent un « mur à abeilles ». À l'origine le mur comportait quatre grandes niches maçonnées avec des briques qui chacune recelait une plus petite niche destinée, elle, à recevoir une ruche. Il ne reste actuellement qu'une grande niche intacte.  Deux ont disparu et la quatrième, dont l'emplacement est toujours visible, est bouchée. Grâce à l'étude de la dimension des briques utilisées et de leur texture, la réalisation des niches à abeilles du mur est estimée antérieure à 1626.

## Équipement
Les allées et les escaliers du parc sont en parfait état. Plusieurs bancs publics jalonnent les parcours mais il n'y a qu'un seul point d'eau potable. Hormis dans l'impasse des Ursulines, il n'existe pas d'éclairage public.

## Accès
Les accès via les rues Pierreuse et du Palais sont possibles uniquement entre 9 et 18 h (17 h l'hiver) et pendant la nocturne des coteaux.

### En voiture
Deux parcs de stationnement publics payants se situent à une distance maximum de 250 mètres :
- parking Saint-Lambert de 500 places couvertes,
- parking Hors-Château de 48 places à ciel ouvert.

### En train
La gare de Liège-Saint-Lambert (anciennement Liège-Palais) est une halte permanente sur la Ligne 34 de la SNCB.

### En autobus
Au moyen des autobus des TEC Liège-Verviers :
- gare routière Saint-Lambert : lignes 1 4 12 19 24 53 61 70 71 72 73 74 74 75 80 81 81 82 83 84 85 88 90 94 175
- arrêt rue des Mineurs : lignes 1 4 24

## Évènementiel
Outre des visites guidées organisées soit par l'office de tourisme de la Ville de Liège, soit par le guide-conférencier Fabrice Muller, deux évènements annuels ponctuent la vie des coteaux :
- Jardins et coins secrets liégeois : depuis 1993, chaque dernier dimanche de juin, un circuit balisé permet de découvrir des jardins privés ou des coins méconnus disséminés sur les coteaux[8] ;
- La nocturne des coteaux : depuis 1994, chaque premier samedi d'octobre, une fête illumine avec plus de 20 000 bougies les nombreuses impasses, cours, escaliers proposant un parcours dans les Coteaux de la Citadelle agrémenté de petites étapes festives : carillon, orgues de barbarie, animations musicales et théâtrales avant de ce terminer par un feu d'artifice sur l'esplanade Saint-Léonard[9] ;
- Découvertes artistiques des Ursulines : depuis 2003, une biennale présente, au mois de mai, des œuvres d'artistes peintre exposées dans le cadre privé des résidents de l'impasse des Ursulines[10].